# ЖИТИ
ЖИТИ АД е дружество в Русе за производство на телове, гвоздеи и телени изделия. Името му е съкращение от Желязна И Телена Индустрия.

## История
ЖИТИ е основано в 1924 година. В 1945 година е най-голямата в своя бранш в страната, като фабриката произвежда гвоздеи, нитове, бурми и тел. Система за управление на качеството е въведена още през 1978 година, а през 1997 година - ISO 9001:2000. Дружеството е напълно приватизирано в същата година.